# Karla Patricia Ruiz Macfarland
Karla Ruiz Macfarland (Tijuana, Baja California, México) es una política y comunicóloga mexicana, reconocida por ser la primera alcaldesa de Tijuana en el XXIII ayuntamiento entre 2020 y 2021.

## Biografía
Karla Ruiz Macfarland es hija de Juan Guillermo Ruiz Hernández, abogado y ex titular de la Fiscalía General de Justicia de Baja California. Realizó sus estudios básicos en el Colegio La Paz, para posteriormente estudiar la preparatoria en Our Lady of Peace, de San Diego. Regresó a México a estudiar la Lic. Comunicación en la Universidad Iberoamericana de Tijuana. Posterior a ello, laboró en distintos medios de comunicación, entre ellos, TV Azteca y PSN, de Jaime Bonilla Valdez. Fundó su sistema de comunicación denominado Foro de Baja California, especializado en Derecho.

## Política
En 2019 fue postulada como suplente en la fórmula encabezada por Arturo González Cruz, por la coalición denominada Juntos Haremos Historia, conformada por los partidos Morena, Transformemos, PVEM y PT en Baja California. Formó parte del gabinete como titular de la Secretaría de Educación Municipal.  

### Alcaldía de Tijuana
Asumió el cargo el 16 de octubre de 2020, tras la licencia otorgada a González, sin embargo, su corto período finalizó el 5 de noviembre de ese mismo año. Posteriormente, el 12 de febrero de 2021, regresó a la alcaldía tras la licencia definitiva de Arturo González. Un día después, anunció al nuevo secretario de gobierno municipal y al nuevo titular de Secretaría de Seguridad Pública y de Protección Ciudadana.